# Санта Тереза (Катанцаро)
Санта Тереза је насеље у Италији у округу Катанцаро, региону Калабрија.
Према процени из 2011. у насељу је живело 12 становника. Насеље се налази на надморској висини од 429 м.